# 于尔比斯
于尔比斯（法語：Urbise，法語發音：[yʁbiz]）是法国卢瓦尔省的一个市镇，位于该省西北部，和阿列省、索恩-卢瓦尔省接壤，属于罗阿讷区。该

## 地理
于尔比斯（46°15'15"N, 3°53'32"E）面积15.5 平方千米，位于法国奥弗涅-罗讷-阿尔卑斯大区卢瓦尔省，该省份为法国中南部省份，北起顺时针与索恩-卢瓦尔省、罗讷省、伊泽尔省、阿尔代什省、上盧瓦爾省、多姆山省和阿列省接壤。
与于尔比斯接壤的市镇（或旧市镇、城区）包括：勒布绍、福雷地区蒙泰居埃、萨伊莱班、圣马丹代斯特雷欧、塞龙、舍奈勒沙泰勒、拉帕科迪耶尔。
于尔比斯的时区为UTC+01:00、UTC+02:00（夏令时）。

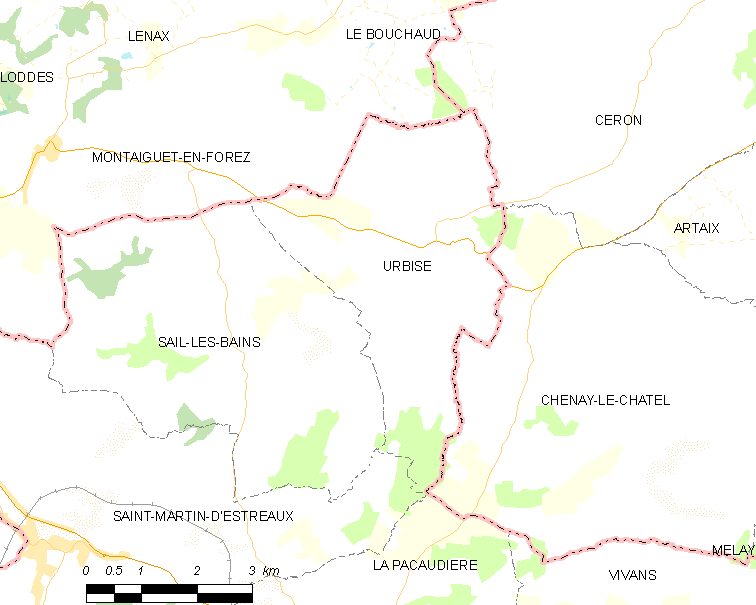
于尔比斯的OSM定位图

## 行政
于尔比斯的邮政编码为42310，INSEE市镇编码为42317。

## 政治
于尔比斯所属的省级选区为勒奈松县。

## 交通
卢瓦尔省省道D8线、D52线和D490线在市中心交汇。

## 人口

1962-2008年间于尔比斯人口变化图示

于尔比斯于2022年1月1日时的人口数量为116人。